# 悦凯娱乐
悦凱娛樂（Yuekai Entertainment）是由賈士凱于2015年創辦的娱乐产业公司。公司的主营业务包括影视制作与发行、演艺经纪、演唱会制作。2021年，公司名由“北京悦凯影视传媒有限公司”变更为“北京悦凯影视有限公司”。

## 旗下藝人

### 悅凱經紀
| 楊洋   | 宋茜   | 楊穎   | 吳尊   | 潘粵明 |
| 孟子義 | 宣璐   | 何洛洛 | 姜贞羽 |        |
| 女藝人 |        |        |        |        |
| 張月   | 陳庭妮 | 安泳暢 | 李沐宸 | 嘉澤   |
| 楊雨希 | 王笠人 |        |        |        |
| 男藝人 |        |        |        |        |
| 劉奕暢 | 楊廷東 | 任世豪 | 王子睿 | 邱宇辰 |

### 悅凯音樂
- 王笠人
- 何洛洛
- 摩登兄弟劉宇寧（合作）

## 影視作品

### 電視劇
- 2017年：《獨步天下》
- 2018年：《武動乾坤》
- 2019年：《山月不知心底事》
- 2020年：《愛情的開關》
- 2021年：《司藤》
- 2021年：《國子監來了個女弟子》
- 2021年：《我的漂亮朋友》
- 2021年：《心跳源計劃》
- 2022年：《特戰榮耀》
- 2023年：《我的人間煙火》
- 待播劇：《如月》

### 電影
- 2017年：《三生三世十里桃花》